# Something to Dance For
Something to Dance For – drugi singel promujący album Shake It Up: Live 2 Dance. Utwór wykonała Zendaya, a napisali go Jeannie Lurie, Aris Archontis i Chen Neeman. Singel został wydany 6 marca 2012.

## Tło i kompozycja
Ta piosenka jest drugim singlem zamieszczonym na albumie Shake It Up: Live 2 Dance i została wykorzystana w specjalnym odcinku Taniec rządzi, który był pierwszym nowym odcinkiem puszczonym w 2012 roku pod nazwą „Apply It Up”. Piosenka ma rodzaj taki sam, jak piosenka Seleny Gomez i The Scene pt: „Who Says”.

## Teledysk
Teledysk został wydany 9 marca 2012 roku podczas premiery nowego odcinka serialu Jessie w USA. Powstał też mash-up video z piosenką TTYLXOX, najpierw Zendaya zaczyna śpiewać i tańczyć, a potem Bella Thorne, a na samym końcu obydwie zaczynają tańczyć i śpiewać. Została wydana również na YouTube i Vevo 2 godziny po pierwotnej światowej premierze.

## Wykres wydajności
| Lista (2011)                                | Najlepsza pozycja |
| ------------------------------------------- | ----------------- |
| US Billboard Bubbling Under Hot 100 Singles | 24                |